# Bücker Bü 134
Die Bücker Bü 134 war ein einmotoriger Kabinen-Schulterdecker der Bücker Flugzeugbau GmbH.
Im Jahre 1936 versuchte sich der Bücker-Flugzeugbau erstmals an einem Eindecker, dem Sport- und Reiseflugzeug Bü 134. Ein weiterer Unterschied zu den bisherigen Bücker-Konstruktionen war, dass Pilot und Passagier in der Bü 134 nebeneinander saßen. Zur einfacheren Hangarierung erhielt die Bü 134 an den Rumpf anklappbare Tragflächen.
Es wurde nur eine Maschine gebaut, welche das Luftfahrzeugkennzeichen D-EQPA erhielt. Die Erprobung verlief angeblich nicht erfolgreich und der Typ ging nicht in Serie. Die Maschine wurde beim Brand der Einfliegerhalle am 21. Mai 1939 zerstört.

## Technische Daten
| Kenngröße             | Daten                                        |
| --------------------- | -------------------------------------------- |
| Pilot                 | 1                                            |
| Passagier             | 1                                            |
| Spannweite            | 6,60 m                                       |
| Länge                 | 6,02 m                                       |
| Höhe                  | 2,20 m                                       |
| Flügelfläche          | 12,00 m²                                     |
| Flügelstreckung       | 3,6                                          |
| Startmasse            | 665 kg                                       |
| Triebwerk             | ein Reihenmotor Hirth HM 504; 105 PS (77 kW) |
| Reisegeschwindigkeit  | 170 km/h                                     |
| Höchstgeschwindigkeit | 190 km/h                                     |